# Uhersko (stacja kolejowa)
Uhersko – stacja kolejowa w Uhersku, w kraju pardubickim, w Czechach. Położona jest na magistrali kolejowej Praga - Kolín - Česká Třebová. Znajduje się na wysokości 245 m n.p.m.
Na stacji istnieje możliwości zakupu biletów oraz rezerwacji miejsc. Stacja posiada dwa perony krawędziowe, połączone ze sobą kładką nad torami. Pomiędzy peronami znajdują się tory służące do wyprzedzania przez pociągi kwalifikowane i pociągi towarowe.

## Linie kolejowe
- 010 Kolín - Česká Třebová